# Northvale
Northvale est un borough situé dans le comté de Bergen dans l'État du New Jersey aux États-Unis. Au recensement de 2020, sa population est de 4 761 habitants.

## Géographie
Le borough a une superficie totale de 3,28 km2, dont 3,28 km2 de terre et 0,01 km2 d'eau (0,24 %).
Northvale est limitrophe de  Norwood , Old Tappan et Rockleigh dans le comté de Bergen et Tappan (New York) dans la ville d'Orangetown,,.

## Histoire
Le borough de Northvale est formé le 15 mars 1916 à partir des parties restantes du Harrington Township, à la suite des résultats d'un référendum tenu le 4 avril 1916. Avec la création de Northvale, Harrington Township est dissous. Des portions de Northvale ont transférées pour créer le borough de Rockleigh, le 13 mars 1923. Le nom du borough dérive de son emplacement et de sa topographie.

## Population
Selon le recensement de 2020, Northvale compte 4 761 habitants, 1 678 ménages et 1 700 unités d'habitations. Au recensement de 2010, le borough comptait 4 640 habitants, 1 564 ménages et 1 635 unités d'habitations.

## Monuments
La Haring–Blauvelt House (en) est une maison en pierre construite vers 1810. Elle est inscrite au registre national des lieux historiques, le 10 janvier 1983, pour son importance architecturale. C'est une des premières maisons en pierre du comté de Bergen.

## Dans la culture populaire
La série Ed, diffusée de 2000 à 2004, est tournée à Northvale. Les scènes intérieures et extérieures de Stuckeybowl sont tournées dans le bowling aujourd'hui fermé et démoli, anciennement connu sous le nom de Country Club Lanes.